# 中之町ランプ
中之町ランプ（なかのちょうランプ）は広島県三原市中之町一丁目にある、国道2号三原バイパス上のランプである。
広島県道55号尾道三原線から山陽自動車道尾道IC・尾道市御調町（国道184号）方面と国道2号へつながる。　

## 道路
- 国道2号三原バイパス

## 接続する道路
- 広島県道55号尾道三原線

## 周辺
- 瀧宮神社
- 瀧宮神社神社前停留所
- 湧原川
- イオン三原店

## 隣
国道2号三原バイパス
時広ランプ - 中之町ランプ - 恵下谷ランプ